# Dienas Lapa
Dienas Lapa („Foaia zilnică”) a fost un ziar leton publicat la Riga din 1886 până în 1905, considerat una dintre cele mai populare publicații în limba letonă ale vremii sale. A promovat o politică progresistă, militând pentru drepturile muncitorilor și pentru autonomia culturală letonă. Redactorii șefi ai ziarului au fost Pēteris Stučka (1888-1891, 1895-1897) și Jānis Pliekšāns „Rainis” (1891-1895).
În 1893 Rainis a participat la congresul socialist de la Zürich, s-a întâlnit cu August Bebel și a introdus clandestin literatură clandestină marxistă și socialistă în Letonia. După întoarcerea sa, Dienas Lapa și-a schimbat orientarea politică de la ideile progresiste către promovarea ideilor marxiste și social-democrate. Dienas Lapa a devenit un forum politic al intelectualilor revoluționari din Letonia. În 1897 ziarul a fost închis de autorități pentru mai multe luni. Rainis și Stučka au fost arestați ca revoluționari și au petrecut un timp în închisoare și în exil forțat în Rusia. Ziarul a reapărut curând, dar a adoptat o orientare burgheză. În anul 1905, când redactor-șef era Janis Jansons-Brauns, publicația a promovat din nou idei progresiste.
Dienas Lapa a avut o circulație largă, dar a fost transmis, de asemenea, de la persoană la persoană. A avut o influență semnificativă, inspirând grevele muncitorești și revoltele împotriva latifundiarilor germani baltici.

## Legături externe
- lv  Arhivă digitalizată a cotidianului Dienas Lapa și a ziarelor succesoare Arhivat în 17 mai 2008, la Wayback Machine. pe situl Bibliotecii Naționale a Letoniei